# Terka
Terka (ukr. Терка) – wieś w Polsce, położona w województwie podkarpackim, w powiecie leskim, w gminie Solina. Leży nad Solinką.
W latach 1975–1998 miejscowość administracyjnie należała do województwa krośnieńskiego.
Była to jedna z pierwszych wsi Balów; wiadomo, że istniała już w 1463 r. W połowie XIX wieku właścicielem posiadłości tabularnej Terka była Sabina Krajewska.
W II Rzeczypospolitej wieś w powiecie leskim województwa lwowskiego. Przed wojną liczyła około pół tysiąca mieszkańców. W latach 1944–1946 nacjonaliści ukraińscy z OUN-UPA zamordowali tutaj 25 Polaków (w tym rodzinę polską ukrywającą Żydów) i Ukraińców, którzy nie chcieli wspierać UPA. 7 lipca 1946 grupa UPA uprowadziła i zamordowała 4 mieszkańców wsi, w tym jednego Polaka. W konsekwencji tego wydarzenia jednostka WOP z Wołkowyi zamordowała 30 ukraińskich mieszkańców wsi Terka. Z kolei odwetem za tę zbrodnię było zabicie przez bojówki UPA około 30 polskich mieszkańców z Wołkowyi. Symboliczna mogiła pomordowanych Ukraińców znajduje się na cmentarzu.
We wsi znajduje się cmentarz, a na nim XIX-wieczna zabytkowa, parawanowa dzwonnica i cerkwisko po rozebranej 1957 roku, XVIII-wiecznej cerkwi św. Proroka Eliasza. Na górze Monaster znajdował się kiedyś (przynajmniej do 1780 roku) klasztor bazylianów po którym pozostała nazwa wzniesienia.
We wsi został wybudowany nowy kościół MB Szkaplerznej, filialny parafii Świętego Maksymiliana Kolbe w Wołkowyi. Obok stoi stary kościół pod tym samym wezwaniem, pochodzący z lat 30. XX wieku.
Z Terki pochodzili:
- Feliks Suchodolski, inż., uczestnik powstania styczniowego z roku 1863,
- Zygmunt Suchodolski, uczestnik powstania styczniowego z roku 1863.

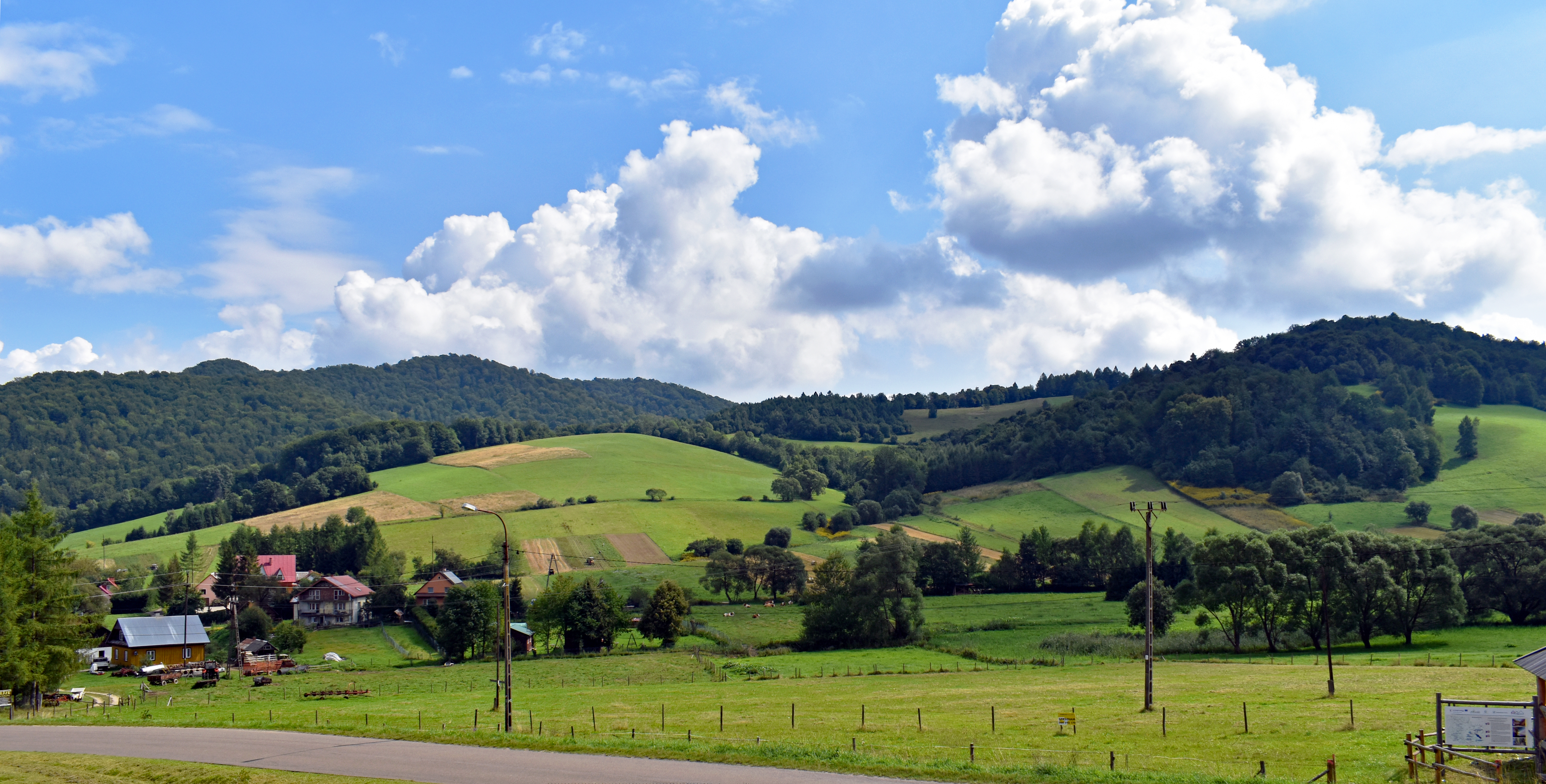
Północna część...
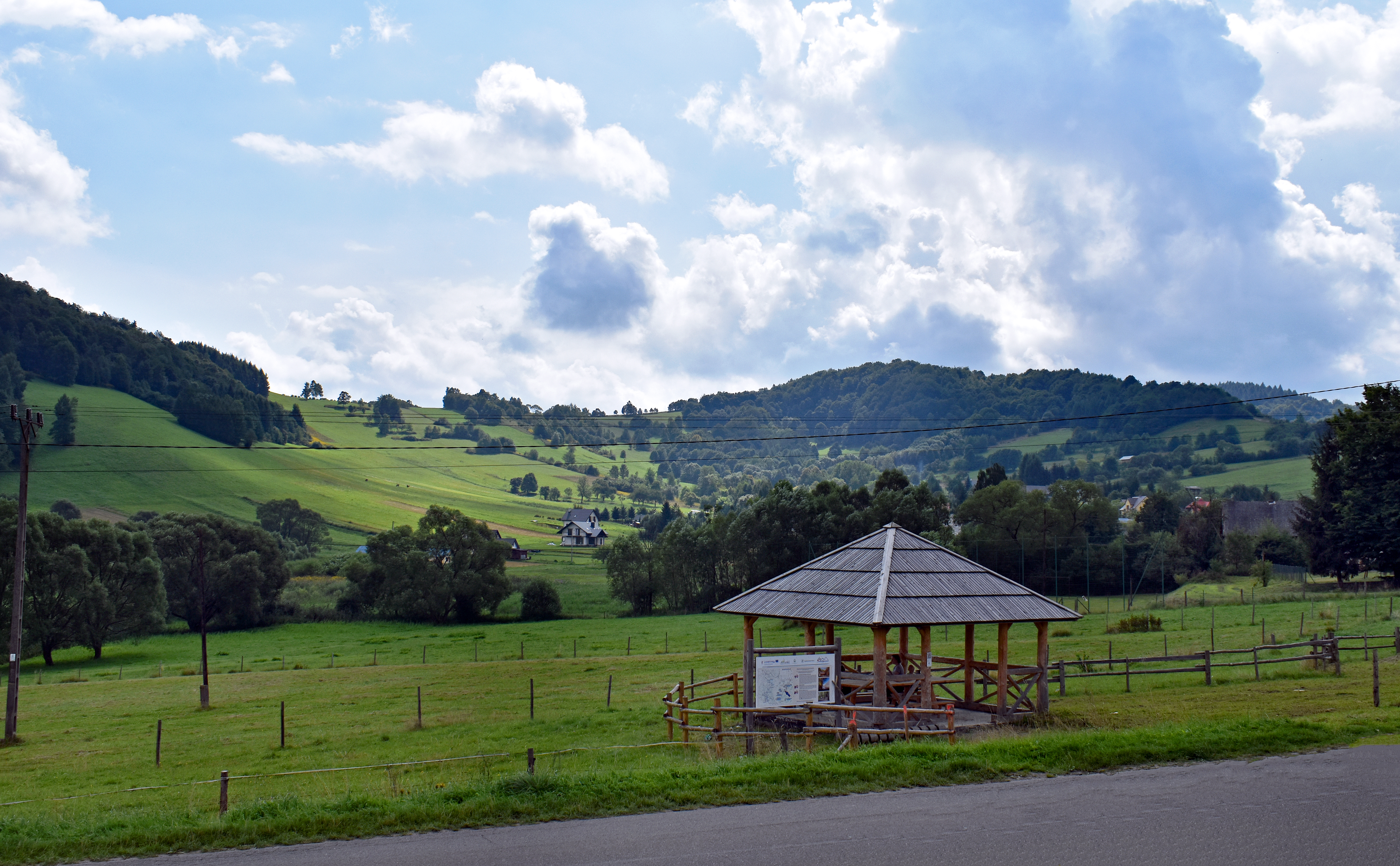
...i południowa
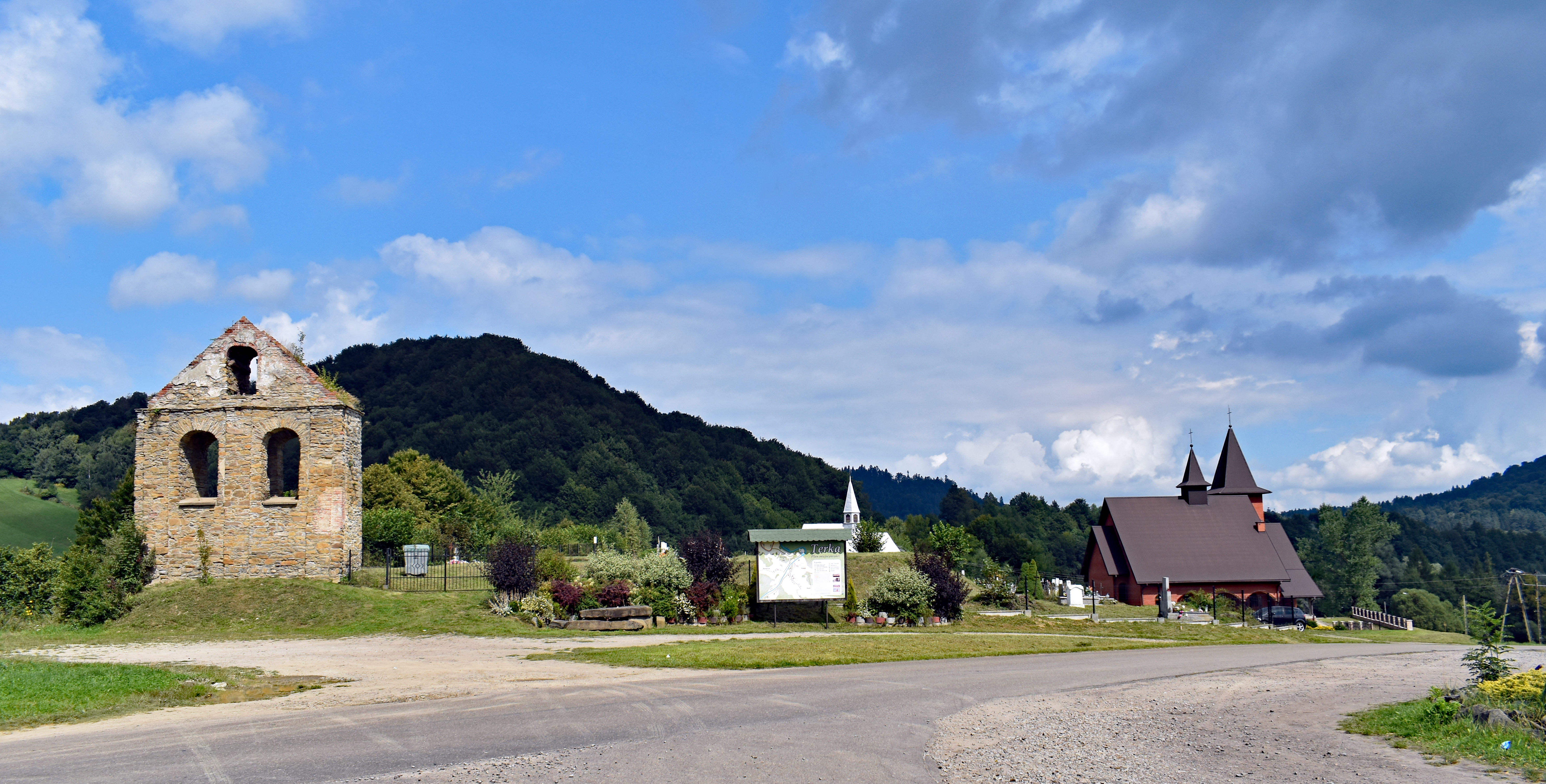
Centrum wsi, cmentarz, za nim góra Monaster
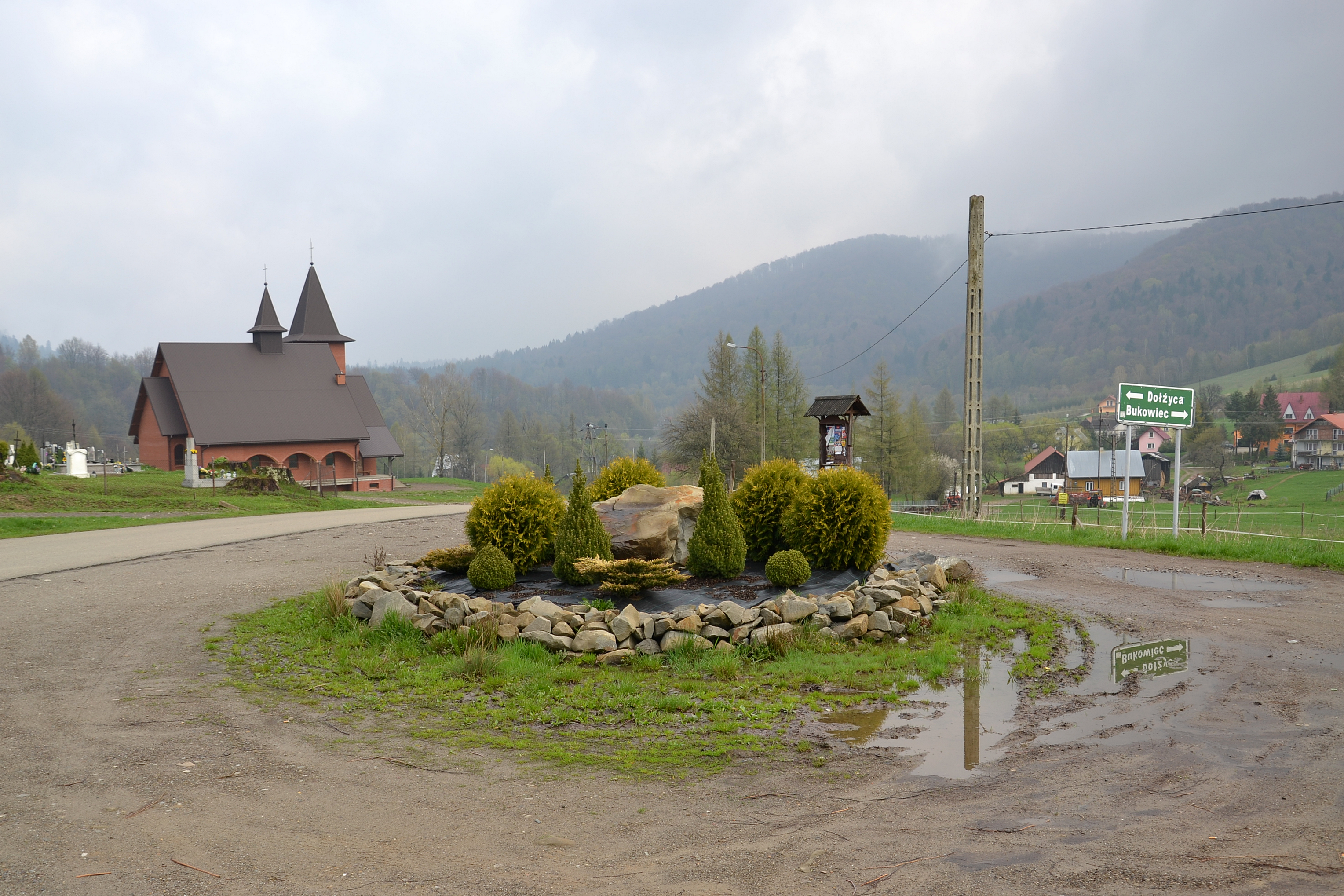
Centrum wsi
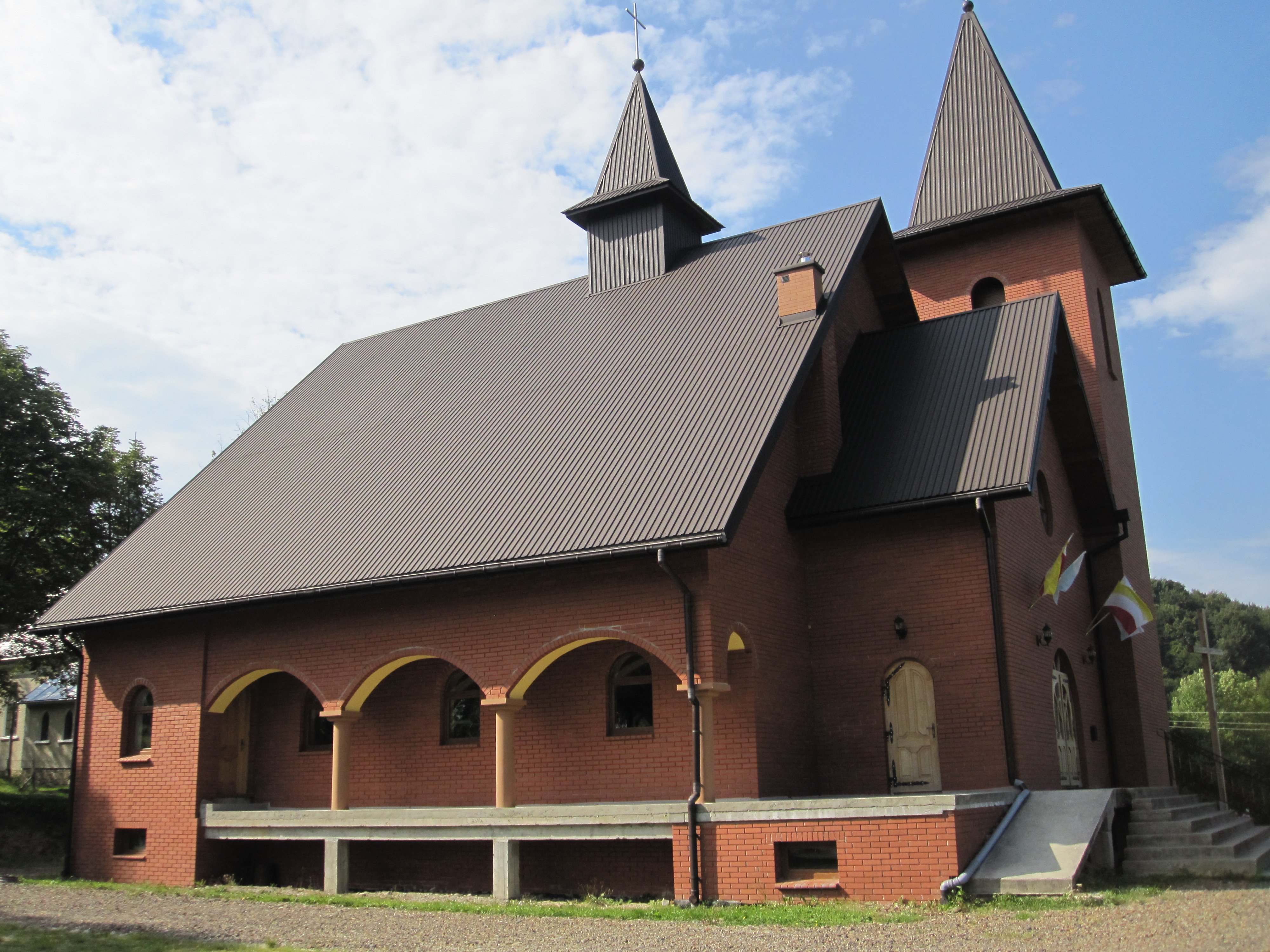
Nowy kościół katolicki MB Szkaplerznej
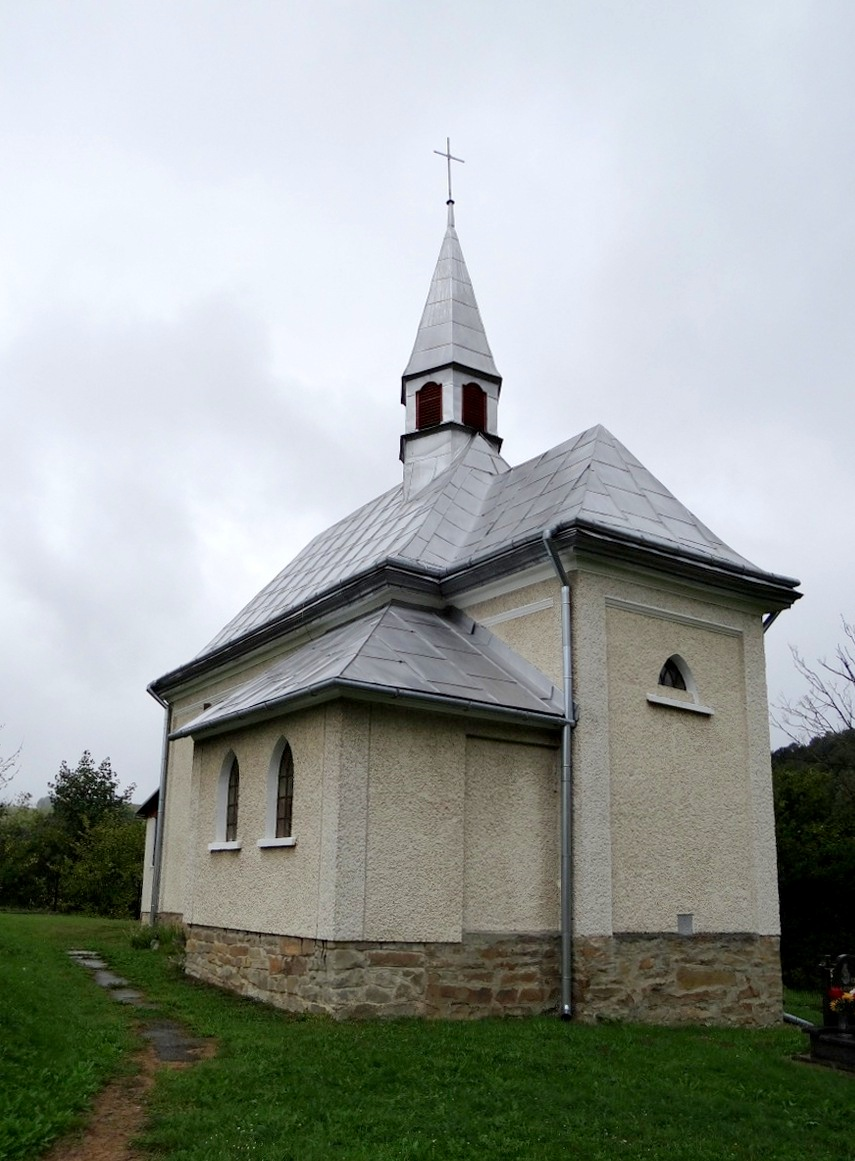
Kościół MB Szkaplerznej